# Withold Wiechowski
Withold Wiechowski (* 24. September 1907 in Prag; † 9. September 1971 in Bochum) war ein deutscher Ingenieur der Elektrotechnik.

## Werdegang
Withold Wiechowski war ein Sohn von Wilhelm Friedrich Wiechowski. Er studierte an der Prager Deutschen Technischen Hochschule Maschinenbau und Elektrotechnik. Ende 1932 bis 1937 war er wissenschaftlicher Mitarbeiter bei Friedrich Niethammer am Elektrotechnischen Institut.
1934 promovierte er zum Dr.-Ing. mit einer Arbeit über Gleichstrommaschinen für elektrische Lichtbogenschweißung.
1938 war er wissenschaftlicher Assistent von Siegel. Nachdem 1939 für Eugen Flegler das Institut für Allgemeine und Theoretische Elektrotechnik gegründet worden war, wurde er hier zunächst Assistent und dann Oberingenieur.
1940 habilitierte er mit einer Arbeit über Dämpfungsberechnungen bei Sendeantennen und wurde im folgenden Jahr Dozent für Theoretische Elektrotechnik. Von 1945 bis 1956 war er in sowjetischer Gefangenschaft. Er nahm dann wieder eine Stelle als wiss. Assistent bei Flegler am Rogowski-Institut der RWTH Aachen an. Am 23. Juli 1957 wurde er Privatdozent für Allgemeine und Theoretische Elektrotechnik, im Dezember 1957 Dozent, am 12. August 1961 zum apl. Professor und am 10. Dezember 1961 zum Wissenschaftlichen Rat ernannt. Schwerpunkt seiner Arbeit waren Elektrische Messtechnik und Lichttechnik.
Am 12. April 1964 schied er aus und folgte er einem Ruf an die neu gegründete Ruhr-Universität Bochum, baute die Abteilung Elektrotechnik auf und wurde deren erster Dekan. 1970 holte er Paul Wenzel an seinen Lehrstuhl.
Er arbeitete mit in Deutschen Normenausschuss, insbesondere im Ausschuss für Einheiten und Formelgrößen (AEF).
Wiechowski starb 1971 und fand seine letzte Ruhestätte auf dem Aachener Waldfriedhof.
Nach Angabe der tschechischen Historikerin Milena Josefovičová war Wiechowski vor 1945 Mitglied folgender Organisationen: Sturmabteilung (SA), Nationalsozialistische Volkswohlfahrt, NS-Bund Deutscher Technik und Nationalsozialistischer Deutscher Dozentenbund.

## Veröffentlichungen
- mit E. Siegel: Berechnung von Fischbauchantennen; 1938.
- Untersuchungen an Modellen von Innenbeleuchtungsanlagen; Westdt. Verl., 1964.
- Lichttechnik : Tagung vom 21. Oktober 1965 im Haus der Technik, Essen/ wissenschaftliche Leitung: W. Wiechowski; Essen, Vulkan-Verl., 1966.
- Ein Verfahren zur unmittelbaren Aufnahme von Leuchtdichteverteilungskurven; Köln ; Opladen : Westdt. Verl., 1968.